# نیک فارکوهارسون
نیک فارکوهارسون (انگلیسی: Nick Farquharson؛ زادهٔ ۷ سپتامبر ۱۹۸۸) بازیکن فوتبال اهل بریتانیا است.
از باشگاه‌هایی که در آن بازی کرده‌است می‌توان به باشگاه فوتبال ویتون آلبیون، باشگاه فوتبال کرو آلکساندرا، باشگاه فوتبال نورتویچ ویکتوریا، و باشگاه فوتبال نانت‌ویچ اشاره کرد.